# ريتشارد برانسون
السير ريتشارد تشارلز نيكولاس برانسون (بالإنكليزية: Richard Charles Nicholas Branson) (ولد في 18 يوليو 1950 في إنكلترا) هو رجل أعمال بريطاني ومؤسس مجموعة فيرجين غروب (بالإنكليزية: Virgin Group) التي تضم أكثر من 360 شركة. أسس برانسون مجموعة مراكز تسجيل باسم فيرجين ريكوردس (بالإنكليزية: Virgin Records) في بداية السبعينيات وتغير اسمها لاحقا إلى فيرجين ميغاستورز (بالإنكليزية: Virgin Megastores). مجموعته نمت نموا ملحوظا بعد افتتاحه شركة الطيران فيرجين أتلانتك عام 1984.
يحتل ريتشارد برانسون المرتبة رقم 245 في قائمة مجلة فوربس لأثرياء العالم، بثروة تبلغ حوالي 2.8 مليار دولار أمريكي.
كان أول مشروع تجاري ناجح لبرانسون في سن 16 عاما، عندما أصدر مجلة سماها الطالب. 

## النشأة
ولد برانسون في بلكهث، جنوب لندن، وهو ابن المحامى إدوارد جيمس برانسون وايفى برانسون. كان جده السير جورج برانسون، قاضيا في محكمة العدل العليا وعضوا في مجلس الملكة الخاص.  تلقى تعليمه في مدرسة "Scaitcliffe" (تسمى الآن Bishopsgate) حتى سن الثالثة عشرة. ثم التحق بمدرسة ستو حتى بلغ السادسة عشرة.ولم يكن «ريتشارد برانسون» طالبا متفوقا بالمدرسة، كما يعتقد البعض. فقد كان يعاني من مرض عسر القراءة، وكان يجد صعوبة في قراءة المناهج الدراسية، وقد كان يشعر بحرج شديد لضعف قدرته على القراءة لدرجة أنه كان يقضي الساعات في حفظ النصوص كلمة بكلمة عندما كان يعرف أنه سيطلب منه القراءة أمام الآخرين. وكانت درجاته في اختبارات تحصيل الذكاء منخفضة، وكان مدرسوه يرون أنه ليس ذكيا، ولكنه اكتشف قدرته على التواصل مع الآخرين 

## حياته الشخصية

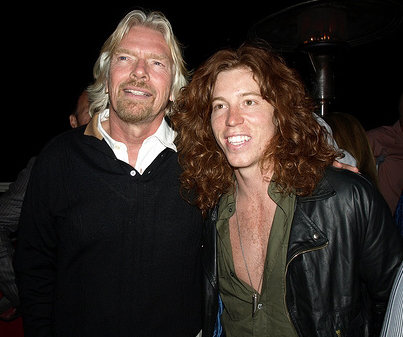
برانسون مع شون وايت في أبريل 2009

ريتشارد هو الأكبر بين اخوته ليندي وفانيسا. أما أخوه فقد اتبع خطى والده وأصبح محاميا. ووالدة برانسون ايفى، فقد عملت في عدة وظائف بما في ذلك في المسرح، مضيفة طيران.
كان لبرانسون أداء دراسى ضعيف يتناقض مع الأداء الممتاز في مجال الرياضة، وخصوصا في السباحة.
ولديه طفلان من جوان تمبلمان، هولي (مواليد 1981) وسام (مواليد 1984). وتزوج الثنائي بناء على اقتراح ابنتهما هولي عندما كان عمرها ثماني سنوات، في عام 1989 في جزيرة نيكر، وهي 74-أكر (300,000 م2) جزيرة في جزر فيرجن البريطانية التي يملكها برانسون  كما يملك أيضا أراض على جزر البحر الكاريبي أنتيغوا وبربودا. أما هولي برانسون فهي الآن طبية.
أصدر برانسون في عام 1998 كتاب سيرته الذاتية بعنوان  Losing My Virginity، وهو الأكثر مبيعا دوليا.
ويشعر برانسون بحزن شديد بسبب اختفاء زميله المغامر ستيف فوسيت في أيلول / سبتمبر 2007، وفي الشهر التالي كتب مقالا لمجلة تايم بعنوان «صديقي، ستيف فوسيت».

## السجل التجاري
وبدأ طريقه إلى الثراء الفاحش منذ أن كان في السادسة عشرة من عمره، عندما أسس مجلة «الطلبة» التي تخلى عن دراسته من أجل إنجاحها، وتمكن بعد عام من تأسيسها أن يجلب إليها المعلنين، ليبدأ بعدها بجني الأرباح. وبعد أربع سنوات، عام 1970 م، بدأ طريقه نحو توسيع أعماله، فأسس محلاً لبيع التسجيلات الموسيقية، أطلق عليه اسم «فيرجين» وهو الأول من نوعه في العالم في طريقة عمله، التي تعتمد على توصيل الطلبيات عبر البريد، وحقق نجاحاً منقطع النظير، وثروة كبيرة في ذلك الوقت، ليزداد توسعاً في أعماله، بطريقة تخالف أسلوب العمل التقليدي، ففي العام 1984 م، أسس ريتشارد شركة «فيرجين أتلانتيك» للخطوط الجوية، التي أدخل عليها لأول مرة في تاريخ عالم الطيران، خدمات فريدة من نوعها، بدلاً من أن يقوم بتخفيض الأسعار، كما كانت تفعل بقية شركات الطيران. وتوسعت بعدها مجموعة شركات فيرجين، التي بلغ عددها اليوم أكثر من 300 شركة تابعة للمجموعة، وتنتشر فروعها في أكثر من 30 دولة حول العالم، وتعمل في العديد من المجالات، فمن الاتصالات المتنقلة، إلى النقل والسفر والسياحة والعطلات، والخدمات المالية، والترفيه والموسيقة، وتجارة التجزئة، وغيرها الكثير، وتضم المجموعة أكثر من 50 ألف موظف. وتم اقتراح اسم «العذراء» من قبل أحد الموظفين لدى برانسون في وقت مبكر، والذي اقترح هذا الاسم لأن جميع أعمال الشركة كانت جديدة.
وفى عام 1992، ولكى يحافظ على شركة الطيران الخاصة به، باع برانسون علامة Virgin إلى EMI مقابل مليار دولار.  وفي وقت لاحق كون ريتشارد مجموعة تسجيلات V2 للدخول من جديد في عالم الموسيقى. وفي وقت لاحق تم بيعها إلى Zavvi، التي منذ ذلك الحين أغلقت جميع المحلات بشكل دائم.

## المبادرات الإنسانية
في أواخر عام ١٩٩٠، تناقش برانسون والموسيقي بيتر غابرييل مع نيلسون مانديلا في فكرة اقامة مجموعة صغيرة مخصصة للقادة، والعمل بموضوعية ودون أي مصلحة شخصية مكتسبة من أجل حل الصراعات العالمية الصعبة.
وبعد أن بدأ أولى أعماله الخيرية وهو بعمر لا يزيد عن 17 عاما، استمر برانسون في تقديم التبرعات السخية طوال حياته. ويشغل الآن منصب العضو المؤتمن للعديد من الجمعيات الخيرية الدولية المعروفة، بضمنها مؤسسة «فيرجين» للرعاية الصحية، وهي مؤسسة تركز على معالجة مرض الإيدز وعلى التعليم الصحي. كما تعهد برانسون مؤخرا بالتبرع بثلاثة مليارات دولار على مدى السنوات العشر المقبلة يتم تخصيصها لمحاربة ظاهرة التسخين الحراري، حيث سيقوم باستثمار جميع أرباحه التي تدرها عمليات السكك الحديدة والطيران في مجالات تشجع المبادرات الهادفة إلى زيادة الاعتماد على الطاقة المتجددة والنظيفة.
وفي آذار / مارس 2008، استضاف ريتشارد برانسون تجمع البيئة في جزيرته الخاصة، جزيرة نيكر في البحر الكاريبي مع عدد من أبرز رجال الأعمال والمشاهير، وزعماء العالم. وناقشوا ظاهرة الاحتباس الحراري المرتبطة المشاكل التي تواجه العالم، على أمل أن هذا الاجتماع سوف يكون مقدمة لكثير من المناقشات بشأن مستقبل أكثر مشاكل مماثلة. وكان من بين الحضور رئيس الوزراء البريطاني السابق توني بلير، ومؤسس ويكيبيديا جيمي ويلز، لاري بايج وغوغل.
في أيار / مايو 2009، تم استهداف ريتشارد برانسون في حملة لجمع التبرعات من قبل مكتب التحقيقات الفدرالي راديو، ومقرها سيدني ومستقلة وغير ربحية محطة إذاعية.  نسخة محفوظة 14 مايو 2009 على موقع واي باك مشين.
وفى يوم 8 مايو، 2009، تولى برانسون ميا فارو وهو اضرابا عن الطعام احتجاجا على طرد الحكومة السودانية لجماعات المعونة من منطقة دارفور.  واختتم يوم 11 مايو.
في عام 2009 انضم برانسون إلى مشروع «جنود السلام»، وهو فيلم ضد كل الحروب ومن اجل السلام العالمي.

## محاولات تحطيم الأرقام العالمية

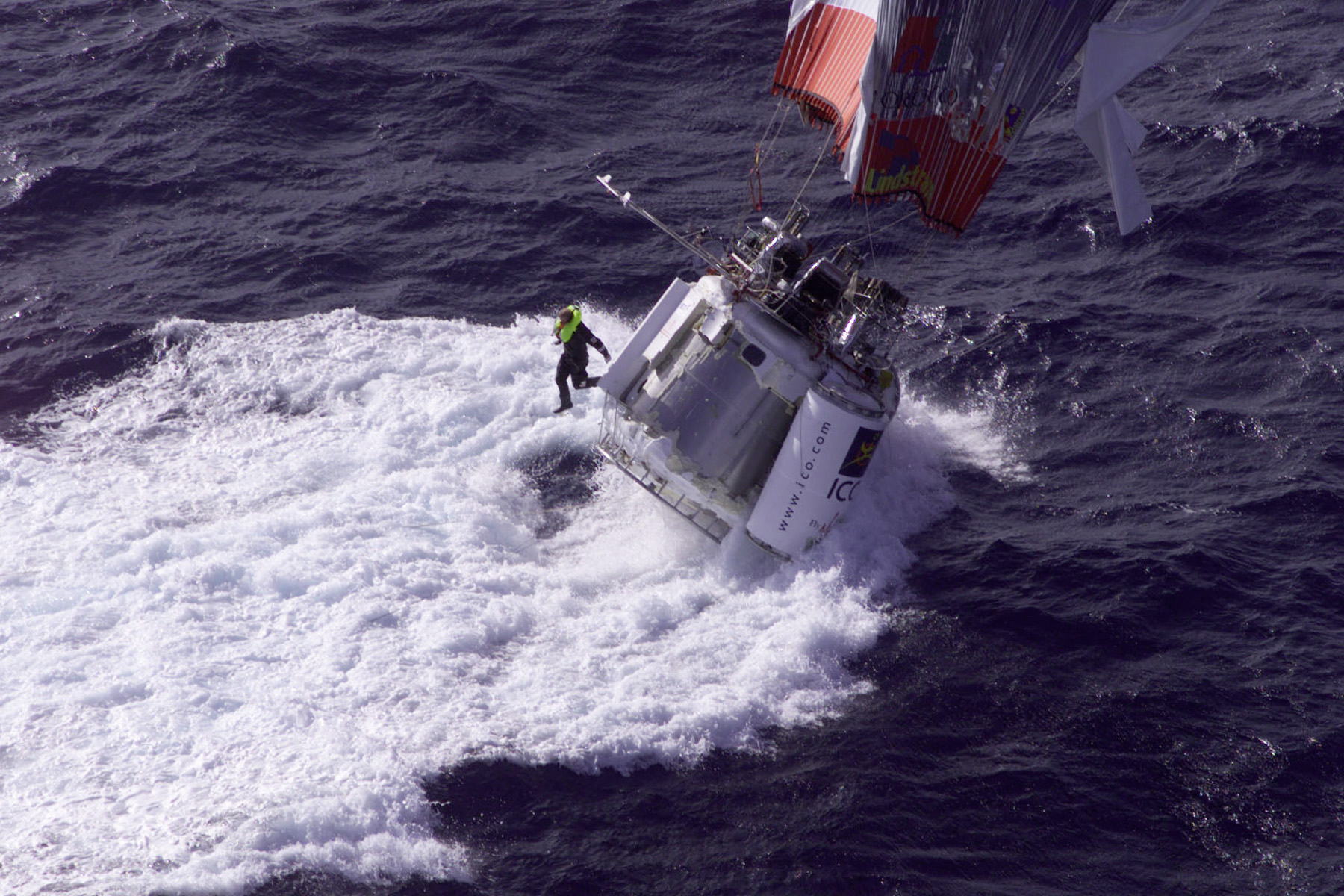
وثمة محاولة لعام 1998 في جميع أنحاء العالم، ورحلة المنطاد من قبل برانسون، فوسيت، ولينستراند لينتهي في المحيط الهادئ في 25 كانون الأول 1998.

لم يكتف برانسون في مراكمة الثروة بل اتخذ على نفسه مهمة تحطيم عدد من الأرقام القياسية. ففي عام 1986 قام بعبور المحيط الأطلسي بقارب بأسرع زمن مسجل في ذلك الوقت. وفي العام التالي عبر برانسون المحيط الأطلسي بواسطة منطاد يحمل اسم «فيرجين أتلانتيك فلاير» وبسرعة 130 ميل في الساعة. وفي عام 1991 وبسرعة بلغت 245 ميل في الساعة عبر برانسون الأطلسي مرة أخرى أخرى قاطعا 6700 ميل. وأخيرا، وفي عام 1998 حاول أن يسجل رقما قياسيا في الطيران من خلال الدوران حول الأرض إلا أن محاولته فشلت بسبب سوء الأحوال الجوية وبعد أن سافر من المغرب إلى جزر هاواي.
2,600,000 قدم مكعب (74,000 م3)
وفي آذار / مارس 2004، حقق برانسون رقما قياسيا في السفر من كاليه إلى دوفر في Aquada جيبس، 1 في ساعة و 40 دقيقة و 6 ثوان، اسرع عبور القنال الانجليزى على متن سيارة برمائية. والرقم القياسي السابق لمدة ست ساعات تم تعيين اثنين من الفرنسيين.

## التلفزيون والأفلام

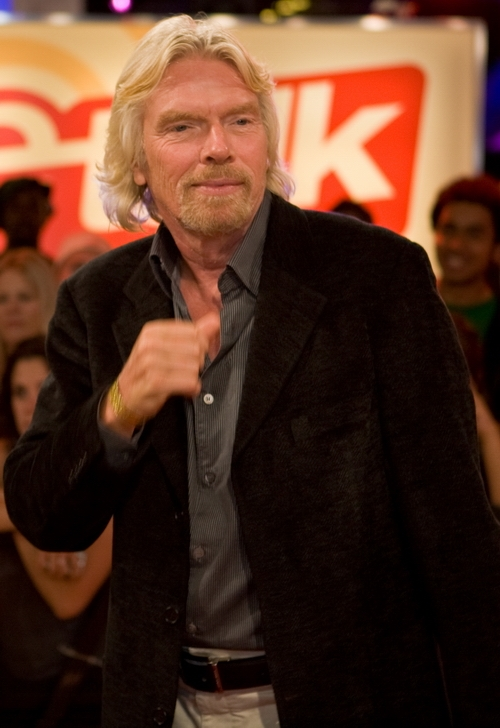
برانسون لعام 2008 في مهرجان تورونتو السينمائي الدولي.

يشارك برانسون كضيف في برامج تلفزيونية عدة، وظهر بشخصيته في الأصدقاء، Baywatch، من ريش الطيور، فقط السفيه والخيول، واليوم يوم، حلقة خاصة من الكوميديا الخير يا إلاهي ومدى التعثر. برانسون العديد من المظاهر خلال فترة التسعينات على بى بى سى اليوم تظهر الصباح لايف والرفس، حيث كان يشار إليها باسم 'الرجل ورطة' عن طريق الفعل الكوميديا Trev وسيمون (في إشارة إلى Branston المخلل). 
كما أنه كان نجما في لتلفزيون الواقع يوم دعا فوكس [69] (2004)، الذي تم اختباره المتنافسين الستة عشر لروح المبادرة والرغبة في المغامرة.
كما ظهر في عدة أفلام: حول العالم في 80 يوما (2004)، حيث لعب دور مشغل بالونا يطير بالهواء الساخن؛ عودة سوبرمان، حيث كان الفضل بوصفها 'المكوك المهندس' وظهر إلى جانب ابنه، وسام، مع فيرجن غالاكتيك. كما ظهر في فيلم جيمس بوند كازينو رويال. كما ظهر برانسون مع والدته في الفيلم الوثائقي، عصير الليمون. 

## السياسة
في عام ١٩٨٠، تولى ريتشارد برانسون لفترة وجيزة منصب «القيصر» من قبل مارغريت ثاتشر، تحت مهممة «حفظ بريطانيا». وفي مرة أخرى أصبح على مقربة من الحكومة، عندما تولى حزب العمال السلطة في عام 1997. وفي في عام 2005 أعلن أنه لم يكن هناك سوى اختلافات تذكر بين الحزبين الرئيسيين بشأن المسائل الاقتصادية. وكثيرا ما كان يجري الحديث عن مرشح لعمدة مدينة لندن، واشارت استطلاعات للرأي انه سيكون مرشحا قويا، ويعتبر برانسون من التحرريين.

## الممارسات التجارية
يمتلك برانسون إمبراطورية تجارية في سلسلة معقدمة من الشركات في الداخل والخارج. وذكرت صحيفة صنداي تايمز ان ثروته تحسب بالجنيه الاسترليني 3.065 مليار جنيه.
وعندما أطلقت فيرجين موبايل خدماتها في كندا في 1 آذار 2005، استخدمت «الممرضات بصورة سيئة» في حملاتها الاعلانية وطالب مسجل نقابة الممرضين في أونتاريو باعتذار برانسون وبالوقف الفوري لهذه الحملة، ودعا الأعضاء إلى مقاطعة فيرجن موبايل. وقالت المتحدثة باسم فيرجين موبايل بولا وقال لاش ان الشركة لم تقصد الإساءة إلى أحد، ولكنها لن تسحب الإعلان.

## التكريم
في عام 1993، تلقى برانسون درجة الدكتوراة الفخرية في التكنولوجيا من جامعة لوبورو.
وتلقى وسام في عام 1999 عن كتابه «خدمات المشاريع». وفي عام 2000، تلقى برانسون جائزة توني جانس لإنجازاته في مجال النقل الجوي التجاري.
ويرعى برانسون العديد من الجمعيات الخيرية، بما في ذلك الإنقاذ الدولية والسجناء قي الخارج، وهي مؤسسة خيرية مسجلة لدعم البريطانيين الذين احتجزوا خارج المملكة المتحدة.
وظهر السير ريتشارد برانسون في رقم 85 في قائمة عام 2002 "أعظم 100 من البريطانيين" (برعاية هيئة الإذاعة البريطانية والتصويت من قبل الجمهور). وتلقى السير ريتشارد أيضا المرتبة رقم 86 على القناة 4 'ق 2003 قائمة من«100 أسوأ البريطانيين». وكان السير ريتشارد في عام 2007 في استطلاع مجلة تايم «المائة الأكثر تأثيرا في العالم».
وفي 7 كانون الأول/ديسمبر 2007، قدم أمين عام الأمم المتحدة بان كى مون لبرانسون جائزة رابطة مراسلي الأمم المتحدة لدعمه لأسباب بيئية وإنسانية.

## وصلات خارجية
- ريتشارد برانسون على موقع IMDb (الإنجليزية)
- ريتشارد برانسون على موقع الموسوعة البريطانية (الإنجليزية)
- ريتشارد برانسون على موقع مونزينجر (الألمانية)
- ريتشارد برانسون على موقع ميوزك برينز (الإنجليزية)
- ريتشارد برانسون على موقع إن إن دي بي (الإنجليزية)
- ريتشارد برانسون على موقع أول ميوزيك (الإنجليزية)
- ريتشارد برانسون على موقع أول ميوزيك (الإنجليزية)
- ريتشارد برانسون على موقع ديسكوغز (الإنجليزية)
- ريتشارد برانسون على موقع قاعدة بيانات الفيلم (الإنجليزية)
- الموقع الإلكتروني
- السير ريتشارد برانسون على تويتر